# Yeokjeon-e sanda
Yeokjeon-e sanda (역전에 산다?), noto anche con il titolo internazionale Reversal of Fortune, è un film del 2003 diretto da Park Yong-woon.

## Trama
Kang Seung-wan è insoddisfatto della propria esistenza, e improvvisamente gli viene data l'occasione di vedere come la sua vita sarebbe stata se, anni prima, avesse continuato a esercitarsi nel golf.